# Staša Gejo
Staša Gejo, née le 25 novembre 1997 à Niš en Serbie, est une grimpeuse serbe spécialisée dans le bloc.

## Biographie
Elle grandit dans un monde de la grimpe de ses parents, Slobodan Gejo et Vesna Pavlović, et petite, elle joue avec du matériel de grimpe en guise de jouets. A cinq ans, elle grimpe pour la première fois dans les gorges de Jelašnica. A 7 ans, en 2004, elle fait sa première apparition internationale à Veliko Tarnovo (Bulgarie). Deux ans plus tard, au même endroit, elle gagne sa première médaille, d'argent. En 2010, elle gagne d'affilée la Color Cup à Imst, le Rock Junior à Arco et le Petzen Trophy à St. Michael en Autriche. 
Elle commence à participer à des compétitions mondiale en 2011, et en 2012 gagne ses premières médailles à ce niveau, en difficulté. Elle se lance ensuite dans le bloc, et devient championne du monde junior en 2015 dans cette catégorie, et participe à sa première finale de coupe du Monde à Munich, la même année, où elle arrive à la cinquième place. Elle passe alors progressivement dans la catégorie senior, catégorie où elle gagne en 2017 ses premières médailles d'or aux Championnats d'Europe de Munich et aux Jeux mondiaux de Wroclaw (les deux en bloc) et finit 6e de la Coupe du monde. L'année suivante, elle gagne sa première médaille (de bronze) en Coupe du monde, à Chongqing, et finit également cette année au 6e rang.
En 2019, elle se blesse aux ligaments croisés en sautant d'un bloc avant le début de la saison d'escalade et manque ainsi les sélections pour les Jeux Olympiques de Tokyo. La pandémie de Covid ayant repoussé un certain nombre de compétition à l'automne 2020, elle se bat mais manque de quelques points sa qualification aux Jeux en terminant 2e au combiné. Déçue, elle se reporte sur des compétitions de bloc et la grimpe en extérieur.
En 2021, elle gagne à nouveau la médaille de bronze aux Championnat du monde de bloc à Moscou, et une autre médaille de bronze dans une étape de la Coupe du monde, à Innsbruck. Elle finit à nouveau au 6e rang de la Coupe de monde. Elle part pour la première fois à Rocklands (Afrique du Sud) et réalise les premières féminines de « Mooiste Meisie » (8B) et « Shosholoza » (8A+). 
En 2022, elle termine au 8e rang de la Coupe du monde dans la catégorie bloc. En 2023 elle parvient au 11e rang en bloc et au 20e en combiné bloc et difficulté.
Elle a également réalisé les voies « Battle Cat » (8c+), dans le Frankenjura.

## Palmarès

### Jeux mondiaux
- 2017 à Wrocław,  Pologne
  -  Médaille d'or en bloc

### Championnats du monde
- 2018 à Innsbruck,  Autriche
  -  Médaille de bronze en bloc
- 2021 à Moscou,  Russie
  -  Médaille de bronze en bloc

### Championnats d'Europe
- 2017 à Munich,  Allemagne
  -  Médaille d'or en bloc
  -  Médaille de bronze en combiné
- 2020 à Moscou,  Russie
  -  Médaille d'argent en combiné[7]
  -  Médaille de bronze en bloc

### Blocs
- Rocklands (Afrique du Sud) 2021 : « Mooiste Meisie » (8b) et « Shosholoza » (8a+), premières féminines ; « The Arch » (8a+/8b), Oral Office (8a+).
- Chironico (Suisse, Tessin) 2022 : « Delusions of Grandeur » (8a+).